# Glafira
Glafira foi uma princesa capadócia que se casou com dois filhos de Herodes e com Juba II da Mauritânia.
Glafira era filha de Arquelau da Capadócia  e, seu pai era identificado com Sisina. Ela é neta de Glafira, mãe de Sisina, uma mulher muito bela que encantou Marco Antônio e fez ele decidir a sucessão da Capadócia para seu filho em detrimento de Ariarates. Arquelau da Capadócia, seu pai, era descendente de Arquelau, que foi general de Mitrídates VI do Ponto.
Glafira casou-se três vezes, e era virgem quando se casou pela primeira vez:
- com Alexandre, filho de Herodes, o Grande, com quem teve três (ou dois [5]) filhos,[1] dos quais conhece-se o nome de Alexandre e Tigranes;[6]
- com Juba II, rei da Líbia;[7]
- com Arquelau, outro filho de Herodes.[1]

Após a morte  de Juba II, Glafira foi viver como viúva com seu pai, na Capadócia. Arquelau, que era casado com Mariane, separou-se da esposa para se casar com Glafira. O casamento de Glafira com Arquelau foi considerado, pelos judeus, como uma transgressão da lei, porque ela havia sido casada com Alexandre, irmão de Arquelau. Glafira teve um sonho, e viu Alexandre, seu ex-marido, que a admoestou por ter tido dois maridos depois dele, inclusive o irmão dele, que ele iria reivindicá-la para ser dele de novo; Glafira contou o sonho para suas companheiras, e morreu poucos dias depois.